# Порги и Бесс (фильм)
«Порги и Бесс» (англ. Porgy and Bess) — музыкальный фильм США 1959 года, снятый режиссёром Отто Премингером. В основу картины легла одноимённая опера Джорджа Гершвина, Дубоза Хейуорда и Айры Гершвина. Последний фильм производства Сэмюэля Голдвина.
Лента получила премии «Оскар» («Лучшая музыка к фильму» (Андре Превин и Кен Дарби)) и «Золотой глобус» («Лучший музыкальный фильм»), а также удостоилась высоких оценок от кинокритиков, невзирая на отсутствие успеха у зрителей. В 2011 году «Порги и Бесс» внесён в Национальный реестр фильмов, хранящихся в Библиотеке Конгресса.

## Сюжет
Действие фильма разворачивается в вымышленном чёрном рыбацком городке Кэтфиш-Роу начала 1900-х годов. Нищий калека Порги влюблён в женщину портового грузчика Кроуна Бесс. Под действием кокаина, который в городке распространяет приезжий наркоторговец Спортинг Лайф, Кроун убивает Роббинса, проиграв тому в кости. Бесс уговаривает Кроуна бежать, а сама отказывается от предложения Спортинг Лайфа отправиться с ним в Нью-Йорк. Она ищет убежища у соседей, однако все её отвергают. Лишь Порги, который никогда не осмеливался признаться Бесс в любви, позволяет женщине остаться у себя.
Порги и Бесс счастливо живут вместе и перед церковным пикником на острове — куда калека не может отправиться — Спортинг Лайф предпринимает вторую попытку взять с собой Бесс в путешествие. Порги даёт ему отпор, но по окончании пикника Кроун, скрывавшийся все это время в лесу, силой забирает Бесс с собой.
Два дня спустя Бесс возвращается домой в полусознательном состоянии. Порги узнаёт, что она была с Кроуном, но прощает Бесс, признавая её слабость перед ним. Мужчина обещает защитить её и, когда Кроун появляется в Кэтфиш-Роу, Порги убивает его. Полиция забирает инвалида на опознание тела, а Спортинг Лайф, по-прежнему снабжавший Бесс наркотиками, уговаривает её, что тот выдаст себя и будет признан убийцей. С горя женщина поддается уговорам. Порги возвращается из полиции невиновным и, узнав, что Бесс уехала в Нью-Йорк, отправляется за ней на своей инвалидной коляске, запряжённой козой, как и появился в начале фильма.

## В ролях
| Актёр           | Роль          |
| --------------- | ------------- |
| Сидни Пуатье    | Порги         |
| Дороти Дэндридж | Бесс          |
| Сэмми Дэвис     | Спортинг Лайф |
| Перл Бэйли      | Мария         |
| Брок Питерс     | Краун         |

| Актёр         | Роль           |
| ------------- | -------------- |
| Дайан Кэрролл | Клара          |
| Рут Эттеуэй   | Серена Роббинс |
| Клод Эйкинс   | детектив       |
| Кларенс Мьюз  | Питер          |
| Айвен Диксон  | Джим           |

## Создание
Оригинальная постановка оперы Джорджа Гершвина 1935 года не смогла завоевать зрительских симпатий и была закрыта в том же году. Возрожденная в 1942 года опера, лишённая всех речитативных сцен, оказалась намного успешней: труппа получила заказ на тур по стране и третий перезапуск образца 1953 года с мировым туром. Многие студии загорелись идеей перенести всё действие на большой экран. Помимо Отто Премингера, который впоследствии стал режиссёром картины, взять под своё крыло «Порги и Бесс» пытались такие продюсеры как Луис Майер, Хэл Уоллис, Дор Шэри, Анатоль Литвак, Джозеф Л. Манкевич и Гарри Кон. Последний даже обещал подписать на главные роли звёзд Голливуда первой величины: Фреда Астера, Эла Джолсона и Риту Хейворт, добившись изображения их неграми с помощью гримма. В итоге 8 мая 1957 года Айра Гершвин продал права на экранизацию Сэмюэлу Голдвину за 600 000 $ в качестве первого взноса против 10 % всех кассовых сборов фильма.
На место режиссёра был назначен Рубен Мамулян. Первоначально в качестве сценариста Голдвин хотел задействовать видного афроамериканского поэта Лэнгстона Хьюза, но тот оказался занятым. Из многих вариантов компания выбрала кандидатуру Н. Ричарда Нэша, который решил переписать все сцены с речитативным текстом в разговорные диалоги.
Подбор актёров сопровождался множеством проблем. Роль Порги, по настоянию продюсера, предлагалась только афроамериканским актёрам, но те боялись, что она может плохо повлиять на их репутацию. Гарри Белафонте и вовсе назвал её унизительной и категорически отверг даже финансово привлекательные предложения. На этом фоне Сэмюэлом рассматривались варианты со знаменитыми спортсменами: Джеки Робинсоном, Шугар Рэй Робинсоном, а также певцом Клайдом Макфаттером. Продолжительное время единственным утвержденным актёром был будущий исполнитель роли Спортинг Лайфа Сэмми Дэвис. Из-за своей эксцентричной манеры он попал в немилость жене Айры Гершвина Ли, но отказ единственного конкурента в лице Кэба Кэллоуэя и солидная поддержка Дэвиса общественностью не оставила создателям другого выбора.
Исполнители главных ролей Сидни Пуатье и Дороти Дэндридж восприняли новую работу без энтузиазма и Голдвину то и дело приходилось их уговаривать об уступках в деталях. У актёров оказался разный диапазон голосов, поэтому для музыкальных сцен пришлось задействовать профессиональных певцов. Продюсер снова настаивал на исключительно афроамериканских исполнителях и в итоге были подписаны Адель Аддисон и Робин Макферрин, которые в титрах указаны не были.
Первая репетиция со всеми актёрами была назначена на 3 июля 1958 года, однако ей предшествовал пожар, уничтоживший все декорации и костюмы, общей стоимостью около 2 млн. $. Студия была уверена, что он был спланированной акцией, устроенной с целью прекратить съёмки, однако сам Голдвин заявил, что подобные обвинения беспочвенны. После многих разногласий продюсер уволил Мамуляна и взял на его место Отто Премингера. Съёмки закончились 16 декабря, а премьера фильма состоялась 24 июня 1959 года в нью-йоркском кинотеатре «Уорнер».

## Коммерческий успех и критика
Картина не отбила и половины своего семимиллионого бюджета и оказалась одной из самых коммерчески неудачных у Сэмюэля Голдвина. На национальном телевидении фильм в полном объёме транслировался всего единожды на канале ABC. Аренда на права фильма Голдвина длилась только 15 лет и после истечения этого срока «Порги и Бесс» не мог быть вновь показан без разрешения Гершвина и Хейуорда. Таким образом, фильм никогда не выпускался на VHS или DVD в Соединённых Штатах.
Семье Гершвин фильм не понравился: Айра был возмущён тем, что оперу так легко превратили в оперетту, а музыкальные номера казались «между разговорными диалогами», а не наоборот. Голдвин, который видел оперу на сцене ещё в 1935 году и всегда хотел её экранизировать, был крайне расстроен подобной оценкой. Сам он продолжал считать картину венцом своего таланта и не передумал отойти от дел кинопроизводства сразу после премьеры.
Долгое время считалось, что оригинальная 70-мм плёнка с фильмом не сохранилась, однако в рамках Международного кинофестиваля в Инсбруке 2013 года, лента была показана в своём первом разрешении с немецкими субтитрами.
Фильм был воспринят кинокритиками неоднозначно, хотя положительных отзывов было всё же больше. Профессионалы сходились во мнении, что фильму удалось перенести на экран посыл оперы, а качественные декорации сделали картинку «уютной для зрителя». Босли Кроутер из New York Times назвал ленту «захватывающей и трогательной, вмещающей в себе человеческие чувства, весёлые и грустные мелодии». Он отметил, что «держать» картину Премингер доверил Сэмми Дэвису, который полностью справился со своей задачей. Если актёрская игра и яркие декорации подвергались критике, то музыка единогласно признавалась главным достоинством фильма.

## Награды и номинации
- Премия «Золотой глобус» за лучший музыкальный фильм. Две номинации на лучшие мужскую (Сидни Пуатье) и женскую (Дороти Дэндридж) роли.
- 4 номинации на премию «Оскар»: лучшая музыка к фильму (Андре Превин и Кен Дарби; победа), лучшая операторская работа (Леон Шамрой), лучший дизайн костюмов (Ирен Шарафф), лучший звук (Гордон Сойер и Фред Хайнс).
- Саундтрек к фильму получил «Грэмми» в номинации «Лучший альбом или запись, являющиеся оригинальной звуковой дорожкой из фильма или телевидения».